# Suva oloimoa
Suva oloimoa är en insektsart som beskrevs av Hoch och Asche 1988. Suva oloimoa ingår i släktet Suva och familjen Meenoplidae. Inga underarter finns listade i Catalogue of Life.